# Stephen Fowler Chadwick
Stephen Fowler Chadwick (Middletown, 25 dicembre 1825 – Salem, 15 gennaio 1895) è stato un politico statunitense, quinto governatore dell'Oregon dal 1877 al 1878. Il governatore Chadwick fu la prima persona ad ottenere la carica di governatore per linea di successione.

## Primi impegni
Chadwick divenne avvocato a New York il 30 maggio 1850. Poco dopo si trasferì in Oregon, fondando uno studio legale a Scottsburg, nella contea di Douglas, il 21 aprile 1851. Chadwick fu il primo direttore della posta della città.

## Inizio della carriera politica
Dopo essersi trasferito da Scottsburg a Roseburg, Chadwick concorse per la nuova posizione di giudice della contea di Douglas. Rappresentò poi la contea di Douglas alla convenzione costituzionale statale nel 1857. Alle elezioni presidenziali del 1864 e del 1868 Chadwick fu elettore per i democratici.
Chadwick vinse l'elezione del 1870 alla carica di Segretario di Stato dell'Oregon, poi rieletto nel 1874.

## Governatorato
Nel 1877 La Fayette Grover diede le dimissioni da governatore dopo la sua elezione al Senato. Chadwick, da Segretario di Stato e secondo nella linea di successione governativa, si insediò per il resto del mandato.
Nonostante fosse incostituzionale a causa dell'articolo V, sezione 1 della costituzione statale, Chadwick rimase anche Segretario di Stato. Quando firmava i documenti ufficiali che necessitavano anche della firma del Segretario firmava su entrambi i lati.
La decisione più importante del suo mandato fu la posizione di Chadwick riguardo alla guerra dei Nasi Forati che imperversava nella parte nordorientale dello stato. Chadwick non era soddisfatto della situazione di stallo, tanto che visitò personalmente le linee del fronte. Aiutò i coloni bianchi durante il conflitto, e chiese punizioni più dure per i ribelli ed i capitribù che non cooperavano con l'esercito.
Al momento delle elezioni del 1878, il governatore Chadwick rifiutò un secondo mandato e tornò a praticare da avvocato. Morì il 15 febbraio 1895 a Salem (Oregon).